# Ivica Vastić
Ivica Vastić (* 29. září 1969, Split) je bývalý rakouský fotbalista chorvatského původu. Nastupoval povětšinou na postu záložníka. V současnosti je fotbalovým trenérem.

## Kariéra
V dresu rakouské fotbalové reprezentace působil v letech 1996–2008, za tu dobu odehrál 50 zápasů, v nichž vstřelil 14 branek. Zúčastnil se mistrovství světa ve Francii roku 1998 (vstřelil gól Chile, v zápase základní skupiny) a mistrovství Evropy roku 2008, na němž vstřelil první gól Rakouska v historii evropských šampionátů (v zápase základní skupiny s Polskem). V té době z něj tento gól činil nejstaršího střelce branky v historii mistrovství Evropy. Dosud je také jediným Rakušanem, který vstřelil gól na závěrečném turnaji mistrovství světa i mistrovství Evropy.
S klubem Sturm Graz se stal dvakrát rakouským mistrem (1997/98, 1998/99) a čtyřikrát získal rakouský pohár (1996, 1997, 1999, 2005).
Dvakrát se stal nejlepším střelcem rakouské ligy (1996, 2000).
Čtyřikrát byl vyhlášen rakouským fotbalistou roku (1995, 1998, 1999, 2007).